# (288478) Fahlman
(288478) Fahlman est un astéroïde de la ceinture principale.

## Description
(288478) Fahlman est un astéroïde de la ceinture principale. Il fut découvert le 16 mars 2004 à Mauna Kea par David D. Balam. Il présente une orbite caractérisée par un demi-grand axe de 2,80 UA, une excentricité de 0,18 et une inclinaison de 7,4° par rapport à l'écliptique.

## Compléments